# Confessions of a Nazi Spy
 Confessions of a Nazi Spy és una pel·lícula estatunidenca dirigida per Anatole Litvak estrenada el 1939.

## Argument
El Dr. Karl Kassel (Paul Lukas) va a Amèrica a buscar suport per la causa Nazi entre els alemanyo-americans. Instrueix la seva audiència en un restaurant alemany en el sentit que el Führer ha declarat la guerra als mals de la democràcia i com a alemanys, haurien de dur a terme els seus desitjos. Kurt Schneider (Francis Lederer), un desocupat descontent, s'uneix a la causa i finalment esdevé un espia pel grup. Una carta escrita per Schneider a un enllaç a Escòcia és interceptada per un agent de la Intel·ligència Militar Britànica (James Stephenson).
L'agent de l'FBI Ed Renard (Edward G. Robinson) és assignat al cas, i és capaç de capturar Schneider i treure’n una confessió. A través de Schneider, Renard arriba a Hilda Kleinhauer (Dorothy Arbre). Mentre l'FBI captura molts membres de la banda, alguns, incloent-hi Kassel, secretament desitgen tornar a Alemanya, però finalment fan front a un destí pitjor allà.

## Repartiment
- Edward G. Robinson: Edward 'Ed' Renard
- Francis Lederer: Kurt Schneider
- George Sanders: Franz Schlager
- Paul Lukas: Dr. Kassell / Dr. Karl F. Kassel
- Henry O'Neill: Advocat Kellogg
- Dorothy Tree: Hilda Kleinhauer
- Lya Lys: Erika Wolf / Erika Wolff
- Grace Stafford: Sra. Helen Schneider
- James Stephenson: Agent de la Intel·ligènciia militar britànica
- Hedwiga Reicher: Sra. Kassell / Mrs. Lisa Kassel
- Joe Sawyer: Werner Renz
- Sig Ruman: Krogman / Dr. Julius Gustav Krogmann
- Lionel Royce: Hintze
- Henry Victor: Hans Wildebrandt
- Hans Heinrich von Twardowski: Max Helldorf
- Regis Toomey (no surt als crèdits): Tom (al cafè)